# Luzula hasleri
Luzula hasleri là một loài thực vật có hoa trong họ Juncaceae. Loài này được Murr mô tả khoa học đầu tiên năm 1930.